# مارتین کوشلنیک
مارتین کوشلنیک (انگلیسی: Martin Koscelník؛ زادهٔ ۲ مارس ۱۹۹۵) بازیکن فوتبال اهل اسلواکی است.
وی همچنین در تیم ملی فوتبال اسلواکی بازی کرده‌است.